# NOS Radio 1 Journaal
Het NOS Radio 1 Journaal is een actualiteitenprogramma van de NOS op de Nederlandse radiozender NPO Radio 1. De uitzendtijden zijn op werkdagen van 6.00 tot 9.30 uur. Op zaterdag is er een uitzending van 7.00 tot 8.30 uur.

## Geschiedenis en format
Het Radio 1 Journaal begon zijn uitzendingen in 1995, als opvolger van de radio-actualiteitenrubrieken van de afzonderlijke omroepen. De eerste uitzending op 1 september 1995 werd gepresenteerd door Rob Trip en Harmke Pijpers.
Hoofdredacteur in de eerste jaren was Piet van Tellingen, voorheen hoofdredacteur van Hier en Nu-radio van de NCRV. Hij werd opgevolgd door Henk van Hoorn die op zijn beurt werd vervangen door Hans Laroes. Sindsdien is de hoofdredactie in handen van de hoofdredactie van NOS Nieuws.
De bedoeling is de luisteraar op vaste tijden elke dag een herkenbare uitzending te bieden (zogenaamde horizontale programmering). Ook zou er door de samenvoeging van redacties meer gespecialiseerd kunnen worden gewerkt en sneller kunnen worden ingesprongen op grote nieuwsgebeurtenissen. Het is gebruik geworden dat het Radio 1 Journaal extra uitzendingen verzorgt bij calamiteiten en andere grote nieuwsevenementen. Aanvankelijk had het programma een ochtend-, lunch- en avondspitsblok, ieder met een eigen presentator. De uitzendtijden waren op werkdagen 6.00 - 9.00 uur, 12.00 - 13.00 uur en 16.00 - 18.30 uur. Op zaterdag was er, naast de ochtenduitzending van 7.00 - 8.30 uur, een extra lange uitzending van 12.00 - 18.30 uur met extra aandacht voor sport. Sedert 1 januari 2016 resteert slechts het ochtendblok, dat wel een half uur langer duurt dan voorheen.
Wel zendt de NOS sinds die tijd dagelijks om 12.00 uur en 13.00 uur lange radiobulletins van een kwartier uit met daarin het laatste nieuws en interviews. Daarnaast verzorgt de omroep tussen 09.30 uur en 17.00 uur tweemaal per uur een 'nieuwsupdate' met korte live-gesprekjes en reportages, naast de bulletins die ieder half uur worden uitgezonden. 
Sinds december 2005 maakt het Radio 1 Journaal deel uit van het NOS Nieuws, waarin de radio-, televisie- en teletekstredacties van de NOS samenwerken.

## Sinds 2016
Het programma werd sinds januari 2016 gepresenteerd door Jurgen van den Berg. Dit deed hij met een vast team met onder andere Kirsten Klomp (nieuws, co-host sinds maart 2020), Tom van 't Hek (sport), Marco Verhoef (weer), Xander van der Wulp (politiek) en Nik Wouters (economie). Sophie Verhoeven was een van de vervangsters van Klomp. Invalpresentatoren waren o.a. Winfried Baijens en Biem Buijs. Sinds maart 2020 is Simone Weimans vaste invalpresentator op weekdagen. Mark Visser is vaste invalpresentator op zaterdag en vervangt ook door de week.
Baijens presenteerde van 2016 tot 2019 ook de uitzending op de zaterdagochtend. Vanaf februari 2019 namen Biem Buijs en Amber Brantsen om de week deze taak op zich. Brantsen stopte na een jaar en de zaterdagochtenduitzending werd vanaf januari 2020 om de week gepresenteerd door Buijs en Fleur Wallenburg. De laatste is per 6 maart 2021 opgevolgd door Dieuwke Teertstra omdat Wallenburg vaste presentator van Nieuws en Co werd.
Van den Berg presenteerde op 12 november 2021 zijn laatste uitzending. Hij stapte per 3 januari 2022, samen met Verhoeven, over naar Omroep MAX waarvoor op hij op maandag t/m donderdag van 14.00 tot 15.30 uur Villa VdB presenteert op NPO Radio 1. Klomp presenteerde 31 december 2021 voor het laatst.

## Sinds 2022
Het programma wordt sinds maandag 3 januari 2022 gepresenteerd door Astrid Kersseboom, co-host is Wouter Walgemoed. Biem Buijs was op 1 januari voor het laatst te horen als zaterdag presentator. Sander van Hoorn presenteert sinds 10 september afwisselend met Teerstra de zaterdageditie.

## Podcast De Dag
Sinds 1 januari 2018 wordt onder eindredactie van het Radio 1 Journaal op werkdagen de podcast De Dag gepubliceerd. De podcast werd tot maart 2020 gepresenteerd door afwisselend Van den Berg, Rense of Elisabeth Steinz. Sinds 1 maart 2020 is Steinz de vaste presentator van de podcast (en stopte daarom als co-host) en Fleur Wallenburg was vaste invaller. 
Vanaf najaar 2023 maakt Marco Geijtenbeek 2 afleveringen per week van podcast De dag  naast de 3 afleveringen die Elisabeth Steinz meestal maakt. Andere invallers zijn Dieuwke Teertstra (42 afleveringen van maart 2024 tot juni 2025), Mattijs van de Wiel (vanaf mei 2018) en Jeroen de Jager (sinds maart 2024 nog 8 keer teruggekeerd; was voorheen vaste invalpresentator, naast Winfried Baijens).

## Voormalige presentatoren
- Marga van Arnhem
- Winfried Baijens
- Jurgen van den Berg
- Suzanne Bosman
- Govert van Brakel
- Amber Brantsen (co-host van 2016 tot medio 2017, zaterdag- en invalpresentator 2019)
- Lucella Carasso
- Jeroen van Dommelen
- Frederique de Jong
- Kirsten Klomp  (co-host van 1 maart 2020 tot 31 december 2021)
- Ron Linker
- Ineke Moerman
- Marcel Oosten
- Tim Overdiek
- Harmke Pijpers
- Clairy Polak
- Menno Reemeijer
- Lara Billie Rense
- Bert van Slooten
- Elisabeth Steinz (co-host, nieuws, tot 28-2-2020)
- Rob Trip
- Marjolijn Uitzinger
- Mark Visser
- Fleur Wallenburg
- Rik van de Westelaken
- Max van Weezel
- Femke Wolthuis (media- en krantenoverzicht)

## Prijzen
- 1997 - Marconi Award voor beste informatieve radioprogramma.
- 1999 - Marconi Award voor beste informatieve radioprogramma.